# Чконагора
Чконагора (груз. ჭყონაგორა) — село в Грузии, на территории Ланчхутского муниципалитета края (мхаре) Гурия.

## География
Село находится в западной части Грузии, к югу от реки Риони, на расстоянии приблизительно 7 километров (по прямой) к востоку от города Ланчхути, административного центра муниципалитета. Абсолютная высота — 21 метр над уровнем моря.

## Население
По результатам официальной переписи населения 2014 года, в Чконагоре проживало 420 человек (199 мужчин и 221 женщина). В национальной структуре населения грузины составляли 99,5 %, болгары — 0,25 %, русские — 0,25 %.
| Год  | Население, человек |
| ---- | ------------------ |
| 2002 | 653                |
| 2014 | ↘ 420              |